# Isola di Sálvora
L'isola di Sálvora è un'isola spagnola appartenente alla provincia della Coruña. Il punto più alto dell'isola si situa a 71 metri dal livello del mare ed è denominato As Gralleiras e dista da terra ben 3 km. Fa parte del Parco Nazionale delle isole atlantiche della Galizia.

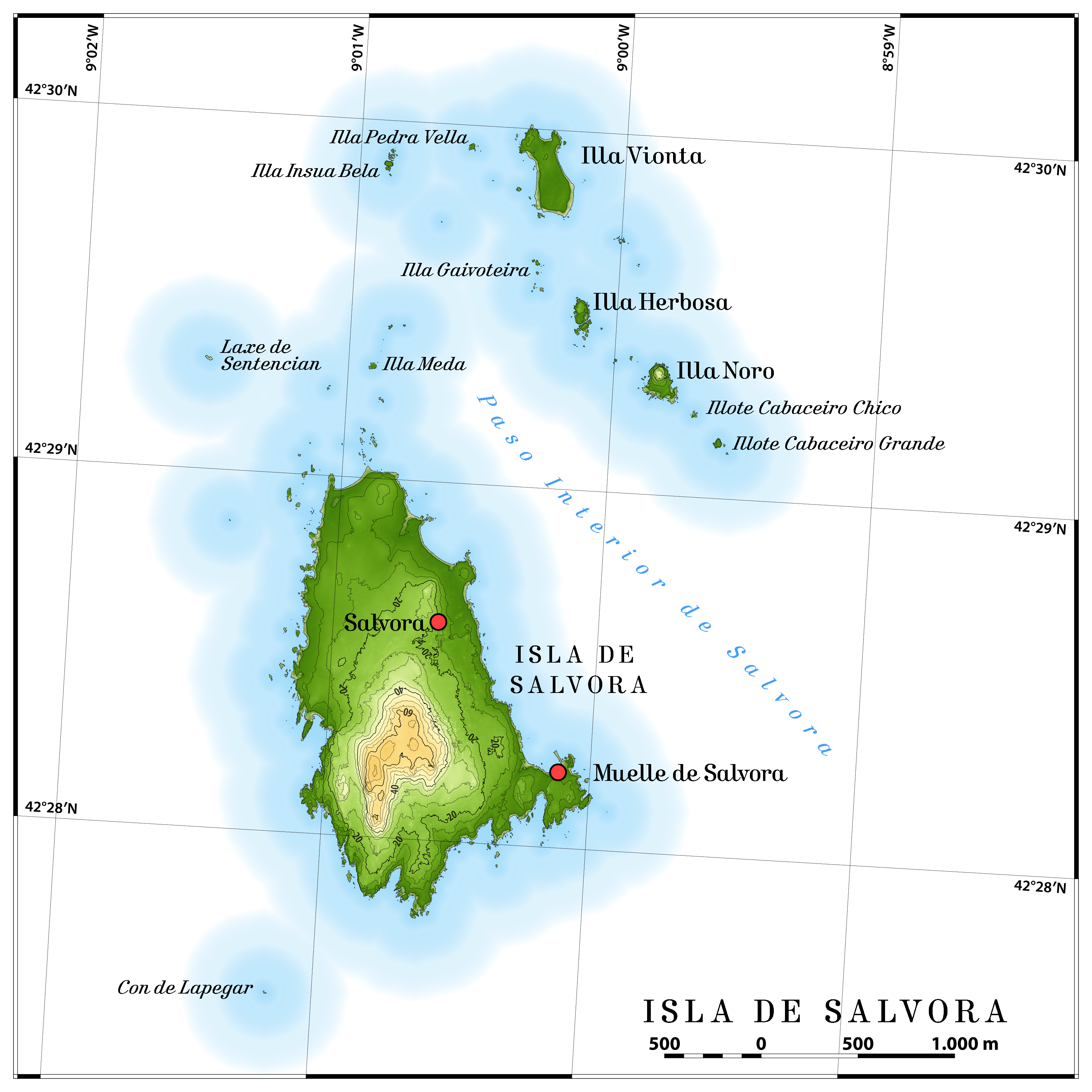
Mappa della Isola di Sálvora

L'isola è parte del territorio spagnolo dall'anno 899, anno in cui il re Alfonso II la donò al municipio di Santiago de Compostela per permettere lo sfruttamento agricolo e marittimo del suo territorio. Dal marzo del 2007 l'isola è proprietà del gruppo Caixa Galicia che, dal 1 luglio del 2008 compartecipa la proprietà col Ministero dell'Ambiente Spagnolo per permettere la sua riabilitazione ambientale. Malgrado la sua superficie sia di 1,90 km² l'isola è completamente disabitata dall'anno 1972, quando tutti i suoi abitanti (principalmente pescatori e contadini) lasciarono il territorio per trasferirsi nel territorio continentale. L'unico modo d accedere all'isola nell'attualità è con fini turistici a bordo di un veliero che compie una rotta guidata attraverso le isole del Parco Nazionale delle isole atlantiche della Galizia.
Malgrado siano presenti anche due torri di pietra costruite nell'anno 1770 dal commerciante Jerónimo de Hijosa per poterle utilizzare come magazzino di prodotti marittimi, sul territorio l'unico edificio funzionante è il faro dell'isola, utilizzato durante la Seconda Guerra Mondiale come punto d'osservazione del traffico marittimo.